# فيونا شو (روائية)
فيونا شو (بالإنجليزية: Fiona Shaw)‏ (16 فبراير 1964، لندن في المملكة المتحدة)؛ روائية بريطانية.